# Ruta 12 (Uruguai)
A Ruta 12 (também designada como Doctor Luis Alberto de Herrera) é uma rodovia do Uruguai que possui trechos desconectados, sendo seu limite inicial a cidade de Nueva Palmira e o final o balneário de Portezuelo. Os trechos passam pelos departamentos de Colônia, Flores, Soriano, Florida, Canelones, Lavalleja e Maldonado.
Foi nomeada pela lei 15497, de 9 de dezembro de 1983, em homenagem a Luis Alberto de Herrera, político e jornalista uruguaio. 